# Beslan Butba
Beslan Butba (în abhază: Беслан Быҭәба, în georgiană ბესლან ბუთბას; n. 27 februarie 1960) este un om de afaceri și politician abhaz. Deține televiziunea privată Abaza TV⁠(en)[traduceți]. Este președintele Partidului pentru Dezvoltare Economica al Abhaziei. În 2009 a candidat fără succes la alegerile prezidențiale din Abhazia.

## Cariera politică

### Membru în Parlamentul Abhaz
Între 2002 și 2007 a fost membru al Parlamentului și a condus Comisia pentru Relații Interparlamentare.In 2007 nu a reușit sa-și reînnoiască mandatul și a fondat Partidul pentru Dezvoltare Economică al Abhaziei care a avut primul congres pe 27 septembrie 2007.

### Alegerile prezidențiale din2009
Pe 23 octombrie 2009, Beslan Butba este desemnat candidatul partidului sau la alegerile din Decembrie.Scorul obținut este unul modest, 8,25% din voturi.

### Membru în Parlamentul Abhaz
În anul 2012 reușește să-și recâștige locul în Parlament.Pe 1 februarie 2013 este numit Reprezentantul Special al Președintelui pentru cooperare cu țările din America Centrală și de Sud.

### Prim-ministru
După criza politică din 2014 rezultată din îndepărtarea președintelui Aleksandr Ankvab, se organizează noi alegeri prezidențiale. Beslan Butba îl va susține pe candidatul opoziției Raul Kadjimba, care va câștiga alegerile cu 50.6%. Pe 29 septembrie 2014, Beslan Butba este numit Prim-Ministru al Abhaziei.